# Pulau Dodola-besar
Pulau Dodola-besar är en ö i Indonesien. Den ligger i den nordöstra delen av landet, 2 500 km öster om huvudstaden Jakarta.